# ياكوب باركر
ياكوب باركر (بالإنجليزية: Jacob Parker)‏ مواليد 9 يوليو 1993 في بيكسبي، هو لاعب كرة سلة أمريكي. بدأ مسيرته الاحترافية في سنة 2015. يلعب في الدوري الألماني لكرة السلة الدرجة الثانية. يبلغ طوله 6 قدم 6 بوصة (2.0 م). لعب مع نادي شينتجور لكرة السلة في الدوري السلوفيني لكرة السلة.